# Мукур (Кыргызстан)
Мукур (кирг. Мукур) — село в Аксыйском районе Джалал-Абадской области Кыргызстана. Входит в состав Авлетимского айылного аймака.

## География
Село расположено в южной части области, к югу от реки Ит-Агар (бассейн реки Кара-Суу), на расстоянии приблизительно 14 километров (по прямой) к северо-востоку от города Кербен, административного центра района. Абсолютная высота — 1137 метров над уровнем моря.

## Население
Согласно оценочным данным Национального статистического комитета Кыргызской Республики, численность населения села на начало 2023 года составляла 1759 человек.
| год     | 2009 | 2014 | 2015 | 2020 | 2021 | 2023 |
| ------- | ---- | ---- | ---- | ---- | ---- | ---- |
| человек | 1702 | 2190 | 1832 | 2148 | 2156 | 1759 |